# Franziskus-Marterl

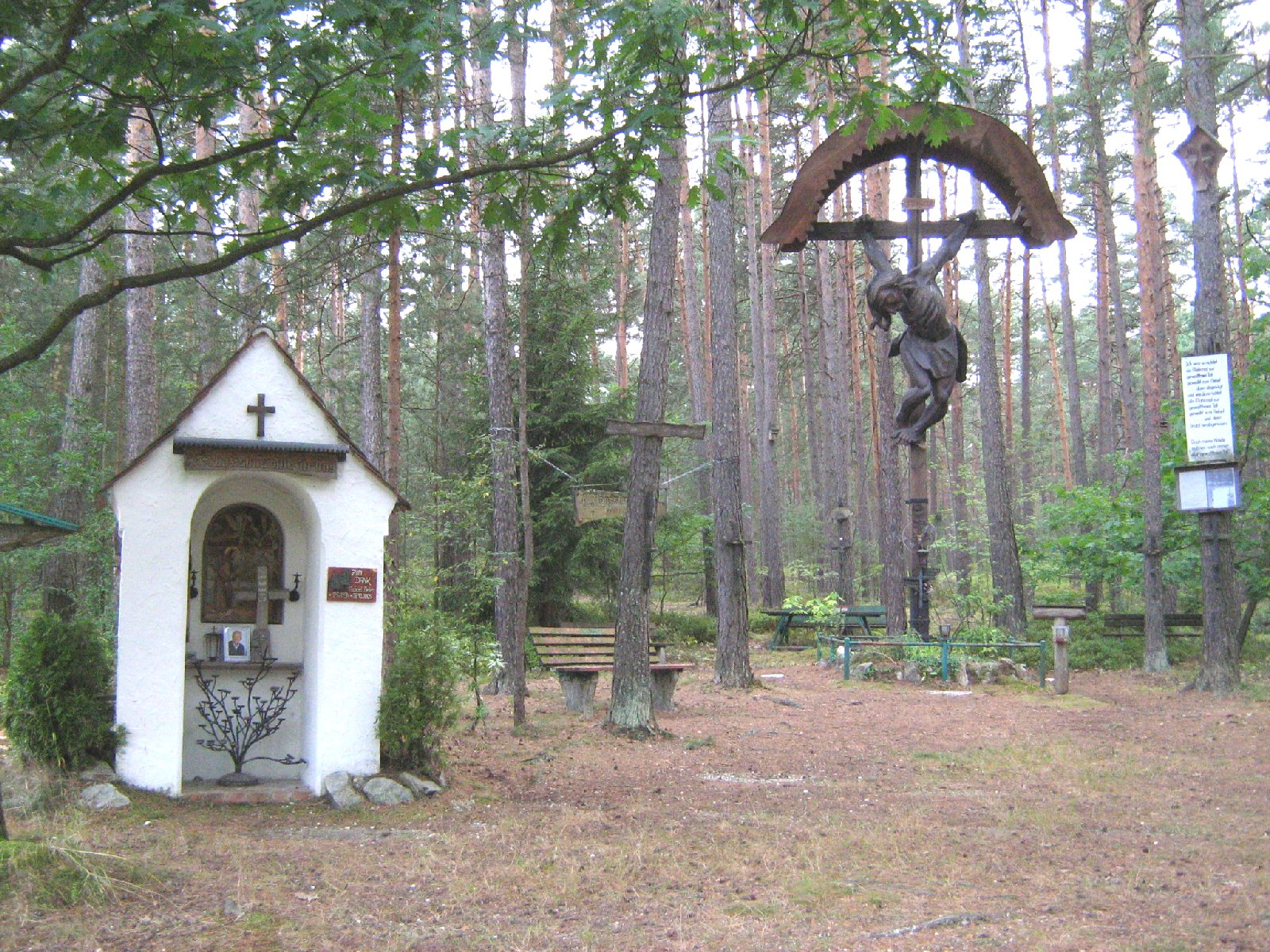
Franziskus-Marterl mit dem „Kreuz von Wackersdorf“

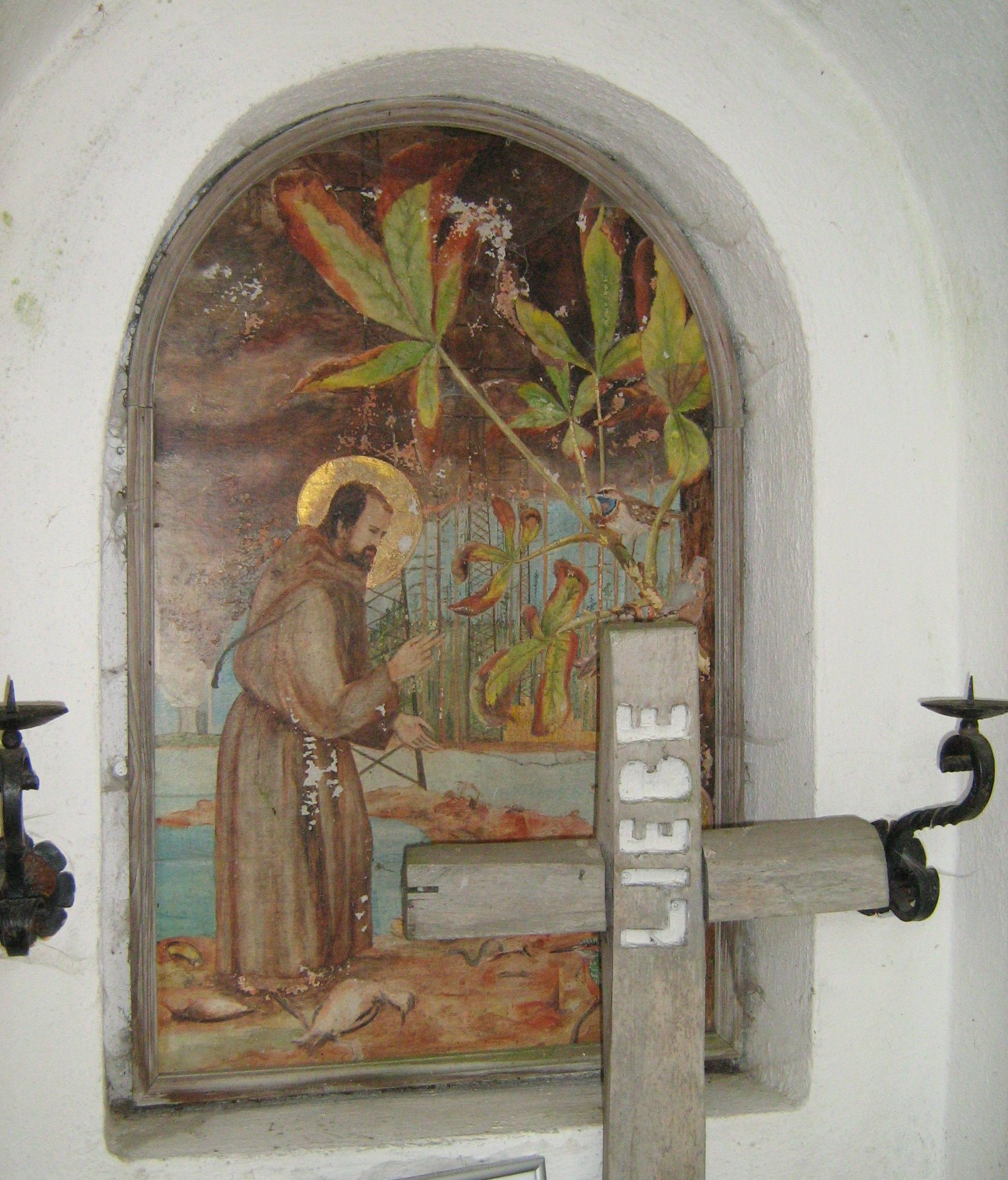
Franziskus predigt zu den Vögeln (Marterl-Kapelle)

Das Franziskus-Marterl befindet sich in Altenschwand im bayerischen Landkreis Schwandorf. Der Kapellen-Bildstock war Ausgangspunkt für Gegner der Wiederaufarbeitungsanlage Wackersdorf. Nach den sonntäglichen Andachten am Franziskus-Marterl machten die Teilnehmer einen „Sonntagsspaziergang“ zum WAA-Bauzaun, um gegen die Anlage zu demonstrieren.
Das WAA-Widerstands-Marterl ist dem Heiligen Franz von Assisi gewidmet und wird umrahmt von einigen weiteren Protest-Denkmälern wie dem Kreuz von Wackersdorf und Der zerrissene Mensch.

## Geschichte

### Baugeschichte

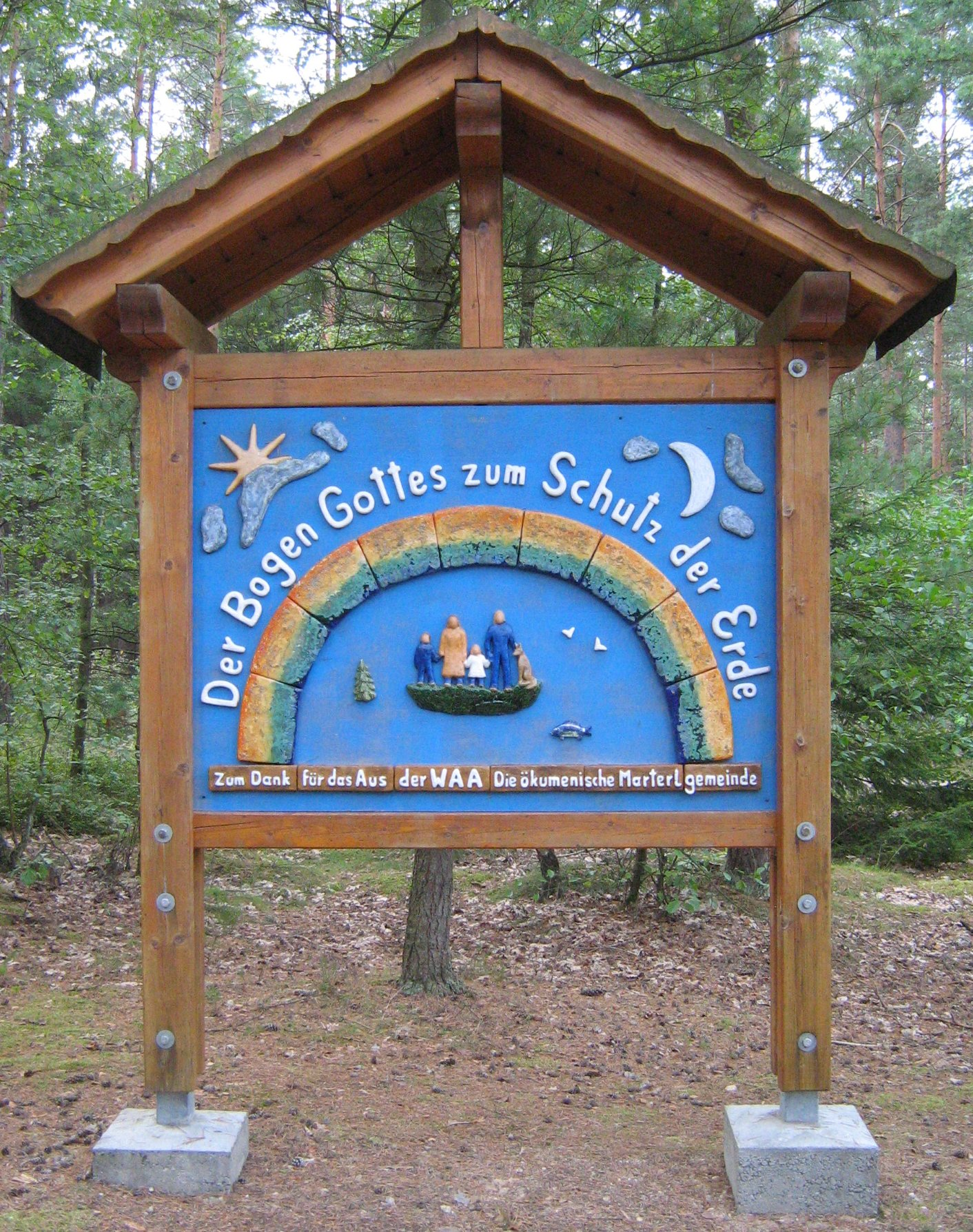
Gedenktafel „Zum Dank für das Aus der WAA“

Anfänglich errichteten WAA-Gegner nahe dem Baugelände einen hölzernen Glockenturm, der einen Tag später von der Polizei zersägt wurde.
Nachdem 1983 ein Kapellenbau gescheitert war, bauten WAA-Gegner 1984 ein einen Quadratmeter großes Marterl, da dies genehmigungsfrei war. Der kleine kapellenähnliche Bau wurde auf dem von Michael Meier aus Altenschwand gestifteten Grundstück errichtet. Der arbeitslose Nebenerwerbslandwirt weigerte sich, sein Grundstück an die WAA-Betreiberfirma zu verkaufen, obwohl diese ihm Millionen dafür bot. Anfänglich wollte man eine Kapelle bauen, entschied sich dann aber für ein genehmigungsfreies Marterl mit nur einem Quadratmeter Grundfläche. Der Architekt Dieter Meiler plante den Bau, der von Berndt Trepesch (Franziskusbild), Pfarrer Richard Salzl (gelernter Fliesenleger) u. a. innerhalb von 14 Tagen errichtet wurde. Am 30. September 1984 segneten der katholische Pfarrer Salzl und der evangelische Geistliche Matthias Kietz das Franziskus-Marterl im Taxöldener Forst. Die Kirchenleitungen hatten sich ausdrücklich gegen die dort stattfindenden „wirtschaftsfeindlichen“ Veranstaltungen ausgesprochen.
Pfarrer Salzl meinte dagegen, man solle sich zur Wehr setzen, wenn die Heimat kaputt gemacht werde.
1988 wollte der Bund Naturschutz in Bayern am Franziskus-Marterl eine Waldkapelle für alle Gläubigen errichten, die gegen die Wiederaufarbeitungsanlage beten wollten. Der Gemeinderat von Bodenwöhr lehnte das Vorhaben wegen Verschandelung des Landschaftsbildes und Eingriffs in die Natur ab.
Am 24. April 2016 wurde am Franziskus-Marterl eine, vom Landkreis Schwandorf errichtete, Gedenktafel enthüllt, die die Baufortschritte sowie die Entwicklung des Widerstandes gegen die geplante Wiederaufarbeitungsanlage bis hin zur Aufgabe des Projekts dokumentiert.
2024 wurde das Marterl vom Freilandmuseum Oberpfalz mit einem 3D-Scanner digitalisiert, um die Geschichte für kommende Generationen festzuhalten.

### Christlicher Widerstand gegen die WAA

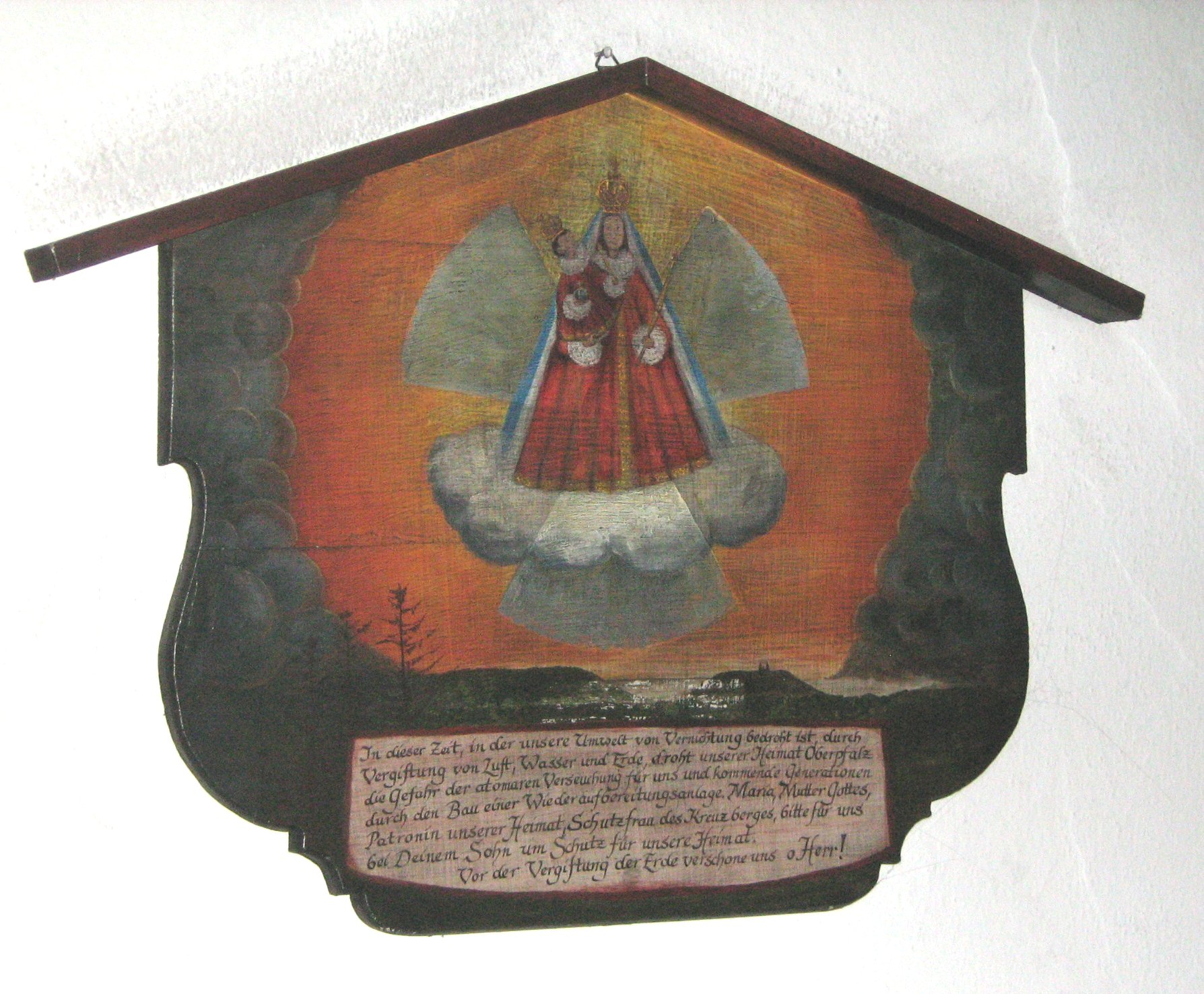
Votivtafel in der Kreuzbergkirche

Am Marterl trafen sich Mitte der 1980er Jahre jeden Sonntag um 14 Uhr WAA-Gegner zu einer ökumenischen Andacht und zogen danach ins Gelände bzw. zum Bauzaun. Die Andachten wurden von Laien wie dem Kirchengeschichts-Professor Norbert Brox, evangelischen und vor allem katholischen Pfarrern wie Leo Feichtmeier, Richard Salzl, Andreas Schlagenhaufer u. a. gehalten, manche wurden danach mit Versetzungen oder Repressalien belegt. Das Bayerische Kultusministerium versuchte vergeblich, den Religionslehrer Leo Feichtmeier mit Disziplinarverfahren einzuschüchtern.
2021 bekam „WAA-Pfarrer“ Feichtmeier die Schwandorfer Landkreisverdienstmedaille.
Das Franziskusmarterl war auch Ausgangspunkt für Bittgänge, Kreuzwege und Lichterprozessionen. Bei einer Bittprozession zur Wallfahrtskirche im nahen Schwandorf wurde eine Votivtafel übertragen und in der dortigen Gnadenkapelle aufgehängt. Am Marterl waren Treffen unterschiedlicher Widerstandsgruppen ohne Anmeldung einer Demonstration möglich. Nach den sonntäglichen Andachten am „Franziskusmarterl“ ging es zu einem „Sonntagsspaziergang“ zum Bauzaun, der oft unter einem besonderen Motto stand wie „Fasching am Bauzaun“, „Nikolausaktion“ usw.
Bis heute trifft sich die „Marterlgemeinde“ viermal im Jahr zu einer Andacht – an den Tschernobyl- und Hiroshima-
Gedenktagen, Gedenktag des Marterl-Patrons Franz von Assisi, dem 3. Oktober, und am Heiligen Abend. Die „Ökumenische Marterlgemeinde“ engagiert sich auch nach dem WAA-Aus in ökologischen Fragen.

## Die zwei „Kreuze von Wackersdorf“

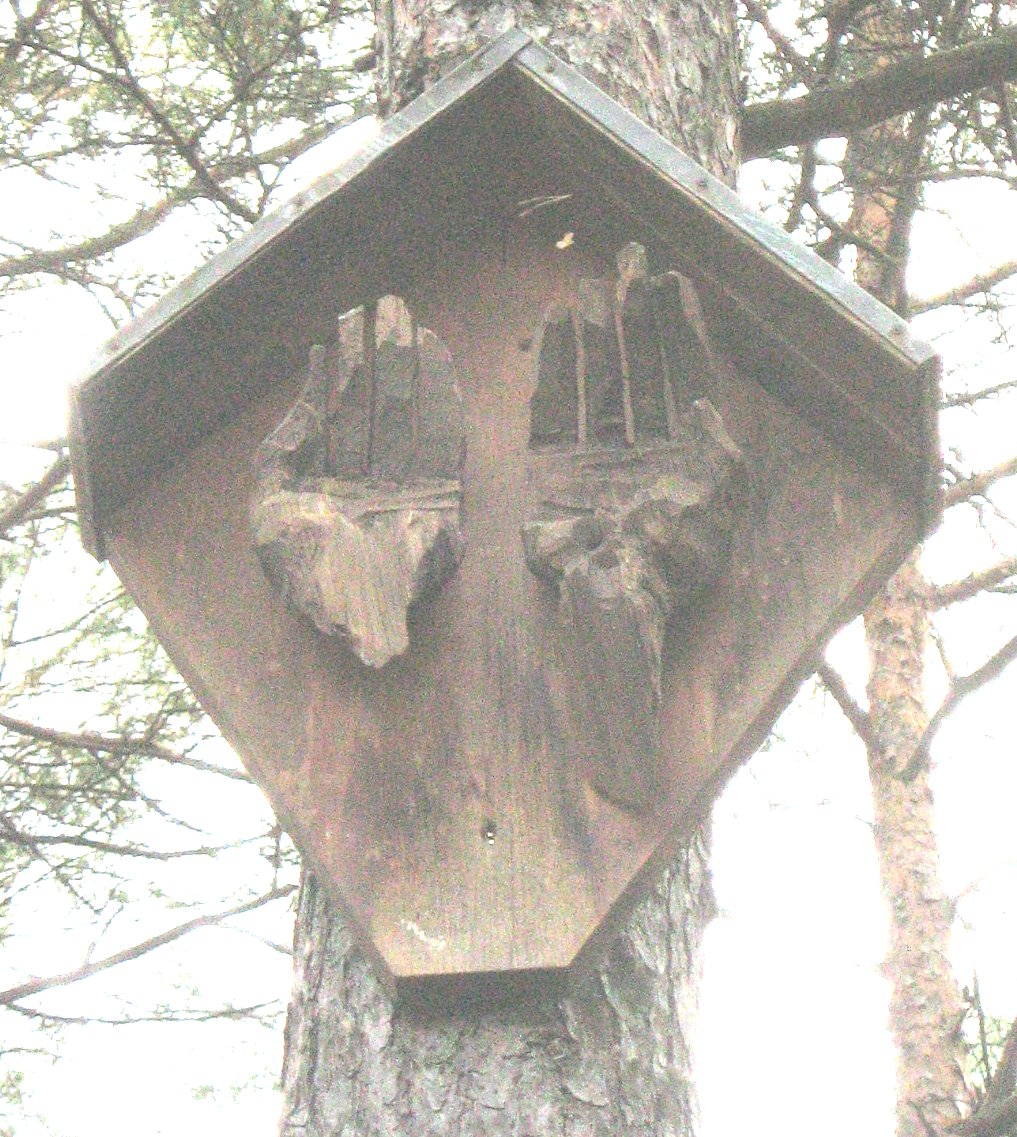
Erstes „Gestohlenes Kreuz von Wackersdorf“

### Erstes Kreuz im Hüttendorf
Vom 26. bis 29. Dezember 1985 fertigte der Burglengenfelder Holzbildhauer Stefan Preisl
aus einem Fichtenstamm eine 1,60 m große Christusfigur an einem zehn Meter hohen Fichtenkreuz, das im zweiten Anti-WAA-Hüttendorf „Freies Wackerland“ im Taxölderner Forst aufgestellt wurde.
Das geweihte Kruzifix stand eine Woche lang. Bei der Räumung des Hüttendorfes am 7. Januar 1986 wurde das Kruzifix von der Polizei abgesägt und weggetragen. Ein Polizeipfarrer beaufsichtigte seinen würdevollen Transport. Die kurz darauf zurückgegebene Christusfigur wurde von Demonstranten zum Franziskus-Marterl gebracht. In der Nacht zum 20. Februar 1986 verschwand die Christusfigur. Die zurückgebliebenen abgebrochenen Hände wurden neben dem neueren Kreuz von Wackersdorf aufgehängt.

### Zweites Kreuz neben der Marterl-Kapelle

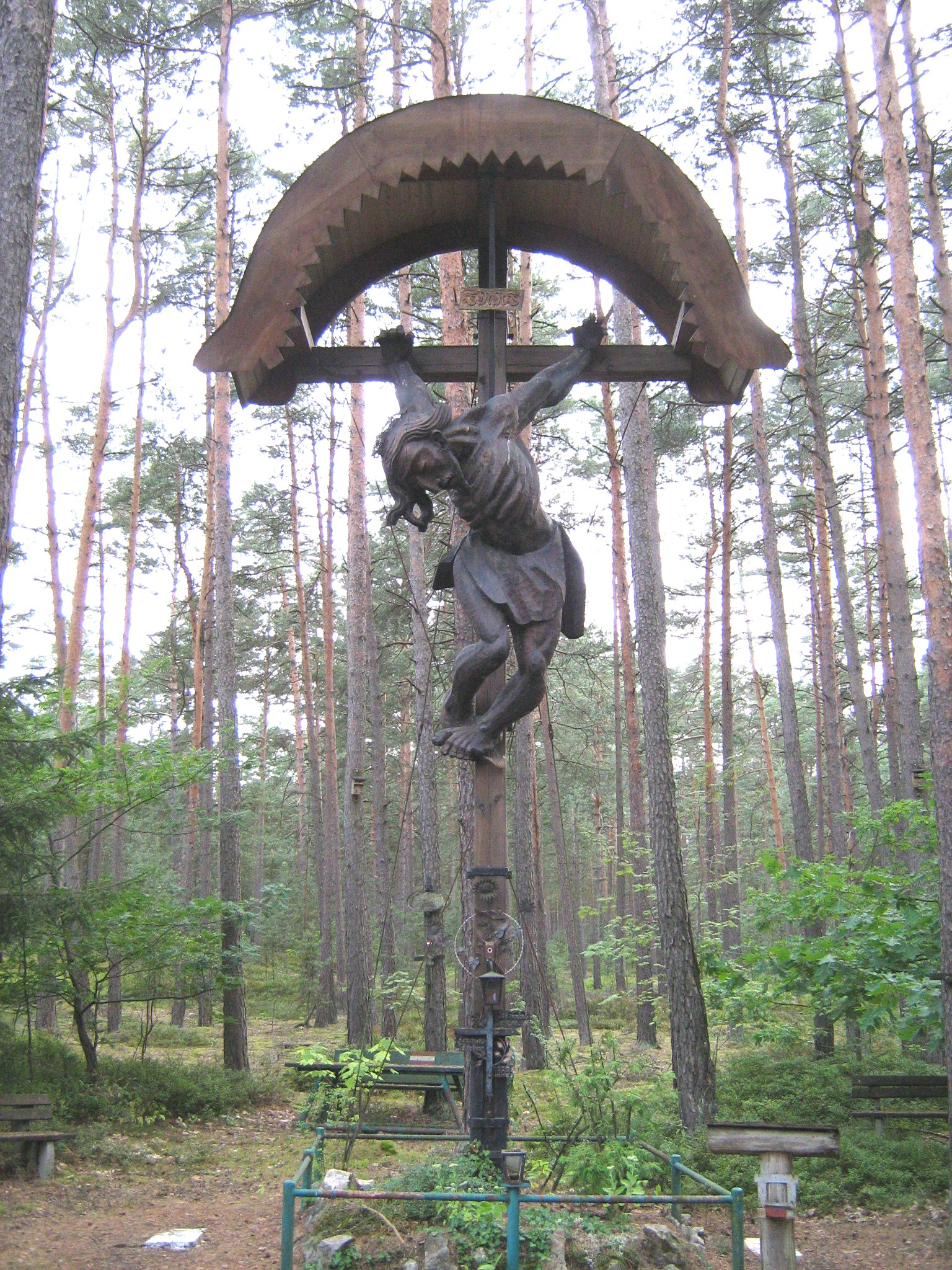
Zweites „Kreuz von Wackersdorf“

Das ca. sieben Meter hohe zweite „Kreuz von Wackersdorf“ wurde 1986 ebenfalls von Stefan Preisl aus Weymouth-Kiefer geschaffen. Am Ostersonntag 1986, an dem 100.000 Menschen beim Ostermarsch nach Wackersdorf demonstrierten, wurde das Kruzifix neben dem Franziskus-Marterl aufgestellt. Nach dem WAA-Baustopp steckten Unbekannte eine Dornenkrone aus Stacheldraht vom Wackersdorfer Bauzaun auf den gesenkten Kopf des Christus.

## Kreuzweg von Wackersdorf nach Gorleben

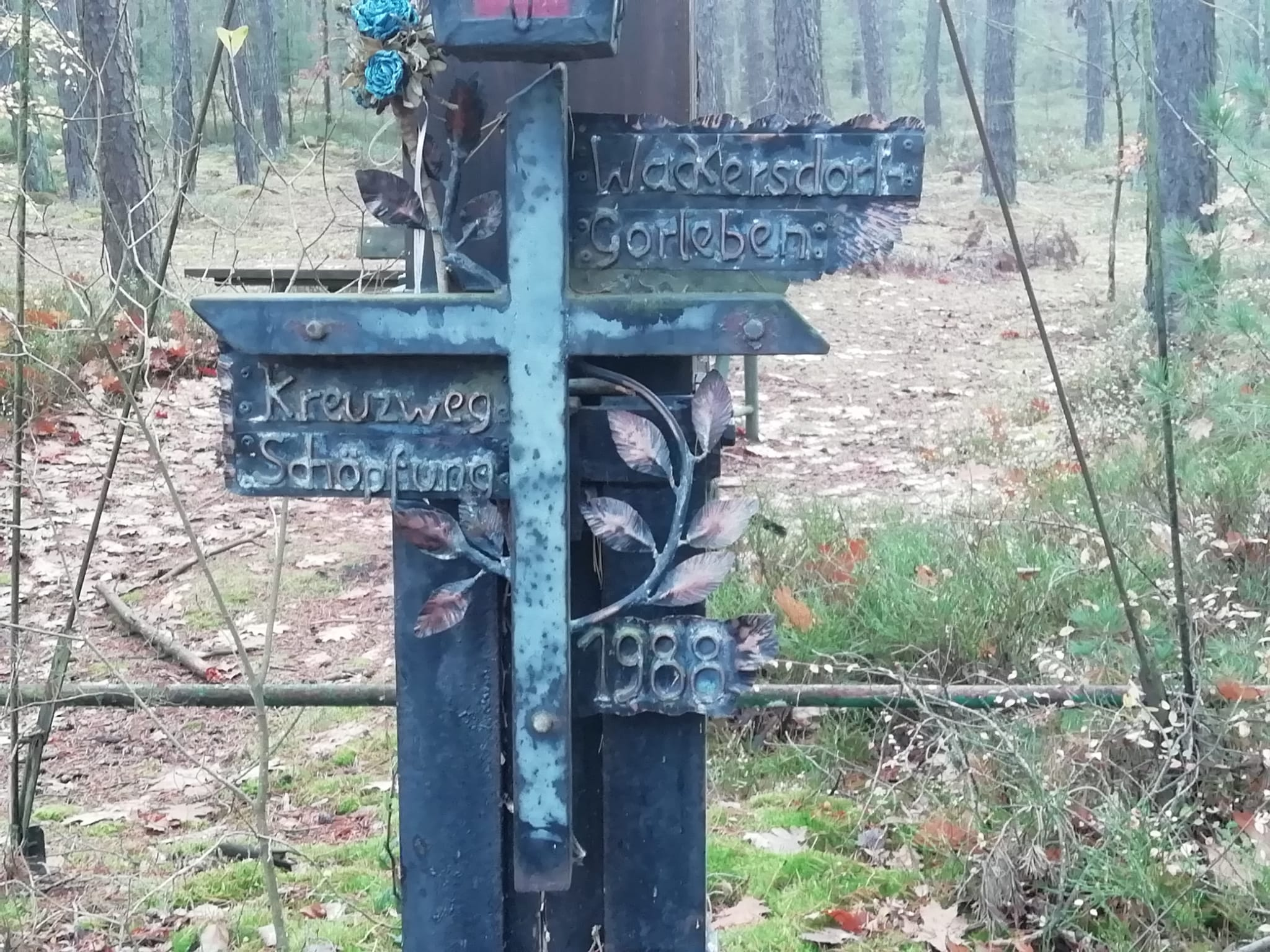
Kreuzweg von Wackersdorf nach Gorleben 1988

Ein kleines Gedenkkreuz aus Metall, das unten am großen Kreuz befestigt wurde, erinnert an den „Kreuzweg für die Schöpfung“ der Marterl-Gemeinde zum Endlager Gorleben 1988. 6.000 Menschen beteiligten sich daran.
Die Marterl-Gemeinde hatte 63 Tage lang ein schweres Holzkreuz mit sich getragen und zum Schluss im Gorlebener Wald errichtet. Als das Kreuz in Gorleben angekommen war, wurde am 28. Mai 1988 mit mehr als 1000 Menschen ein Abschlussgottesdienst gehalten. Danach entstand das Gorlebener Gebet.

## Filme und Zeitzeugenberichte

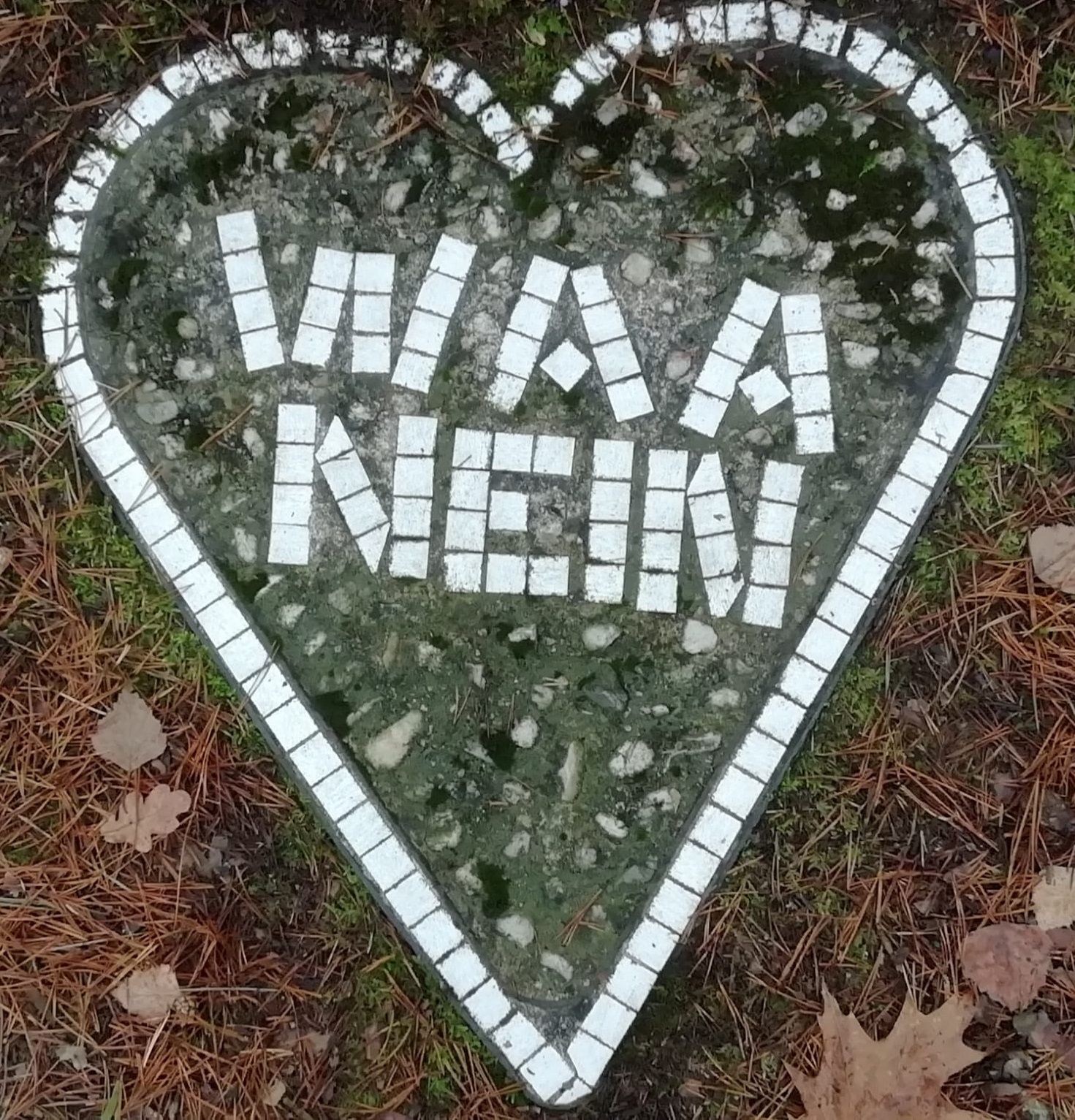
WAA-NEIN-Herz am Marterl-Kreuz

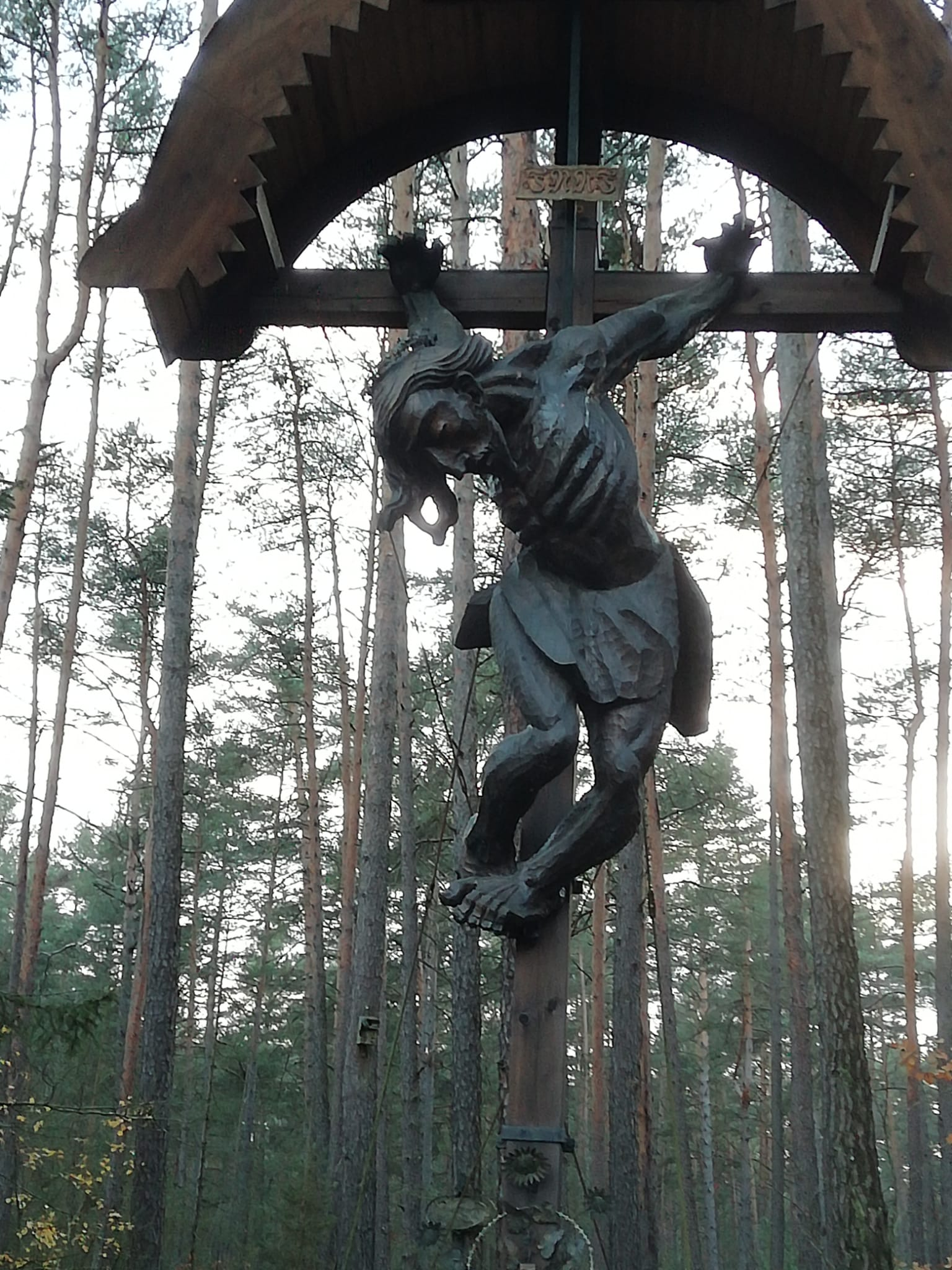
Zweites „Kreuz von Wackersdorf“

- Erstes Holzkreuz: Stefan Preisl (Holzbildhauer) berichtet über die Errichtung des Holzkreuzes mit der von ihm geschnitzten Christusfigur im Wackersdorfer Hüttendorf und die Abnahme durch die Polizei bei der Räumung.[36]
- Zweites Holzkreuz: Stefan Preisl berichtet über Anfertigung und Errichtung der zweiten Christusfigur aus Holz, die bis heute am Marterl in Wackersdorf zu sehen ist.[37]
- Claus Bößenecker (juristischer Beamter) berichtet über die Errichtung des Marterls in der Nähe des Bauzauns und die Bedeutung der Religion im Widerstand gegen die WAA Wackersdorf.[38]
- Andreas Schlagenhaufer (kath. Pfarrer) berichtet über die Sonntagsspaziergänge als Protestform gegen die WAA in Wackersdorf und die damit verbundenen Auseinandersetzungen mit der Polizei.[39]
- Schüler des Beruflichen Schulzentrums in Neunburg vorm Wald restaurierten das Franziskus-Marterl.[40]
- Oberpfälzer Heimat: Franziskusmarterl[41]
- Franziskusmarterl-FreundesTreffen im Museum der Bayerischen Geschichte, organisiert von Erwin Aschenbrenner und Wolfgang Nowak[42]
- Franziskusmarterl digital[43]
- Franziskus-Marterl in Wackersdorf: Christlicher Widerstand gegen Atomkraft auf DLF 2024 mit Leo Feichtmeier, Hans Schuierer, Andreas Schlagenhaufer, Wolfgang Nowak[44]